# تون هتلز
تون هتلز (انگلیسی: Thon Hotels) شرکت مهمان‌نوازی نروژی است، که در سال ۱۹۷۴ تأسیس شد.